# سكوت كامبل (لاعب كرة قدم أمريكية)
سكوت كامبل (بالإنجليزية: Scott Campbell)‏ هو لاعب كرة قدم أمريكية أمريكي، ولد في 15 أبريل 1962 في هرشي في الولايات المتحدة.

## وصلات خارجية
- سكوت كامبل على موقع مرجع كرة القدم المحترفة.كوم (الإنجليزية)